# Curl de bíceps

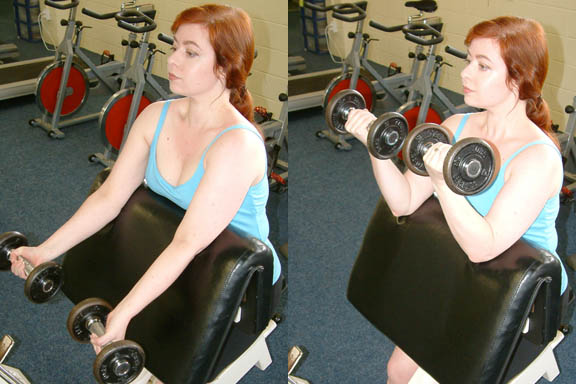
Ejercicio realizado con apoyo.

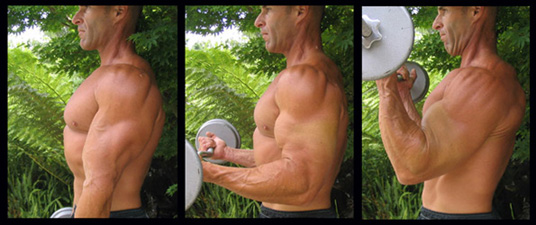
Ejercicio sin el apoyo.

Curl de bíceps son los ejercicios que implican la ejercitación de dicho músculo. Como el bíceps trabaja en el giro de muñeca o contracción del brazo, es fácil inducir que los diferentes tipos de curls incluyan flexiones de brazos así como giros de muñeca.

## Distintos ejercicios de Curl

### Curl parado con barra
Este es el ejercicio preferido por el grupo de los que buscan tamaño y fuerza en los bíceps ; Para hacerlo debemos contar con una barra recta y colocar peso en los extremos (discos de acero con el peso elegido). Muchos prefieren la barra E-Z o la W, que tienen aspecto curvo, como si fuera la letra "w". Para ejecutarlo tomamos la barra, pegamos los codos a los costados de nuestro cuerpo y tiramos los codos hacia atrás y debemos subir el peso y bajarlo lentamente hasta estirar el brazo completamente.
Es un excelente ejercicio porque permite añadir mucho peso y completar más serie con ayuda. Pero también es el ejercicio de bíceps más propensos a las "trampas" del entrenamiento: doblar la columna hacia atrás; impulsar el peso con la inercia; "balanceos, pechazos," etc.

### Curl Scott o Predicador
Para hacerlo debemos tomar una barra recta, W o E-Z a gusto y sentarnos en el banco; tomar la barra a una separación media entre manos, y flexionar, manteniendo en todo momento las axilas en el filo del apoyo del banco. Cuando se desciende no se debe extender completamente el brazo, pues de hacerlo se corre el riesgo de apoyar el peso en el acolchado, y además es un ejercicio en el cual se quiere mantener la tensión constante mediante el manejo de pesos bajos, para lograr congestiones óptimas, lo que supone hipertrofia. 

### Curl con mancuernas tipo martillo
Tomamos dos mancuernas y las elevamos como si estuviéramos martillando y bajamos lentamente el peso. Recordar que no es un ejercicio para manejar grandes pesos. Permite manejar pesos medianos.
Este ejercicio se puede hacer ya bien, en el banco de predicador apoyando firmemente los brazos y bajando y levantando sin llegar a tocar el acolchado con el antebrazo, en un banco levemente inclinado hacia atrás para intensificar el ejercicio o incluso de pie.
El ejercicio (como cualquier otro de bíceps)se hará de tal forma que al subir apretaremos el bíceps y dejaremos caer lentamente el peso con el fin de una mejor ejecución del ejercicio y unos resultados más tempranos.

### Curl Zottman con mancuernas
Este ejercicio de curl trabaja los antebrazos además de los bíceps. En la posición inicial comenzamos de pie, sujetando las mancuernas con las palmas mirando hacia arriba y los brazos extendidos. Subimos las mancuernas como en un curl normal y al llegar arriba giramos las muñecas de forma que las palmas miren hacia abajo. A continuación descendemos las mancuernas y volvemos a girar las palmas arriba una vez alcanzada la posición inicial.
Curl con mancuernas en banco inclinado
En esta variante de los curls se coloca más énfasis en la cabeza larga del bíceps. Nos recostamos en una banca inclinada, apoyando todo nuestro cuerpo en éste, y llevando los brazos detrás del cuerpo. Sujetamos las mancuernas con las manos en supinación; flexionamos el codo, contrayendo activamente los bíceps, y luego estiramos los brazos de vuelta al punto inicial, siempre manteniendo una contracción activa de los bíceps. 

## Reglas Principales
En el mundo culturista se sabe que las reglas más importantes son: pegar los codos al cuerpo, y tirar los brazos hacia atrás. Se admite algo de balanceo solo cuando hay un peso importante según las capacidades del culturista, y cuando está en la última serie o repeticiones. Si se desea hacer el balanceo debe ser suave y con faja para evitar lesiones. Si bien en los libros de ejercicios esto último no figura, en el mundo práctico del gimnasio se considera una potente arma de ventaja. Sin embargo no hay una forma objetiva para medir si se cumplen estas reglas.